# 藤原保忠
藤原 保忠（ふじわら の やすただ）は、平安時代前期から中期にかけての公卿。藤原北家、左大臣・藤原時平の長男。官位は正三位・大納言。八条大納言・八条大将・賢人大将と称された。

## 経歴
延喜6年（906年）従五位下に叙爵し、翌延喜7年（907年）侍従に任ぜられる。醍醐朝の執政である左大臣・藤原時平の長男として順調に昇進、右近衛中将・右大弁を経て、延喜14年（914年）25歳で早くも従四位上・参議に叙任されて公卿に列す。延喜21年（921年）従三位・権中納言に叙任されると、延喜23年（923年）には中納言に昇進すると共に、甥の慶頼王（同母妹藤原仁善子の子）が皇太子に立てられると、その春宮大夫に任ぜられる等、保忠は次期摂関の有力候補となった。
しかしながら、延長3年（925年）慶頼王は立坊2年余りで即位する事なく没し、また保忠の父・時平は既に早逝して、藤原氏の嫡流が叔父・藤原忠平に移っていた事もあり、延長8年（930年）保忠が正三位・大納言に昇進した際には既に41歳になっており、大納言昇進時の年齢としては従兄弟の実頼（40歳）、師輔（35歳）に比べやや遅れた。
一生の大半を、父・時平に讒言されて大宰帥に左遷された菅原道真の怨霊に怯えながら過ごしたとされる。保忠が病床に伏せ、祈祷のため僧侶に薬師如来の読経をさせた途中、宮毘羅大将の名前が出た事を聞いたところ、近衛大将である自分を縊ると読んでいるのだと思い、恐怖の余り気絶してしまったという。結局、保忠は大臣の官職を目前にしながら、承平6年（936年）7月14日に薨去。享年47という早逝であった。最終官位は大納言正三位兼行右近衛大将。なお、他の時平の子も同様に短命であり、これは時平が菅原道真を無実の罪に陥れた報いであると噂された。

## 人物
保忠は御所から遠い八条の邸宅に住んでいたため、冬に遠い道のりを参内する際に、餅を焼いて温石のように肌に当てて暖を取り、餅が冷えてくると車副の家来に投げて与えていたという（『大鏡』）。
笙の名手でもあり、その始祖とされる。祖父・基経から相伝され、少納言・豊原行見（有連）に相承した。延喜5年（905年）正月に醍醐天皇に対して笙の演奏を行い、賞されて「橘皮」という笙の名器を賜与された（『続教訓抄』）。

## 逸話
近衛大将が騎馬に乗る際、近衛番長が騎馬を先駆けして雑人を追い払うのが通例であった。ある時、八条大将保忠が乗っていた馬が、先駆けしていた番長の馬につられて走り出してしまう。保忠は桃尻（鞍にすわりが悪い、落馬しやすい尻の事）であったために、落馬して冠を落として頭頂をさらす恥辱を受けてしまった。こののち長い間、番長が先駆する礼が行われなくなってしまったという（『古事談』）。

## 官歴
『公卿補任』による。
- 延喜5年（905年） 11月28日：昇殿
- 延喜6年（906年） 正月7日：従五位下。正月23日：如元昇殿
- 延喜7年（907年）2月29日：侍従
- 延喜9年（909年） 正月7日：従五位上。6月17日：従四位下
- 延喜10年（910年） 正月13日：兼讃岐守
- 延喜11年（911年） 2月17日：右近衛中将
- 延喜13年（913年） 4月15日：右大弁
- 延喜14年（914年） 正月7日：従四位上。8月5日：参議、右大弁如元
- 延喜15年（915年） 正月13日：兼伊予守
- 延喜17年（917年） 正月29日：兼讃岐権守
- 延喜21年（921年） 正月7日：正四位下。正月30日：従三位、権中納言
- 延喜23年（923年） 正月22日：中納言。4月29日：兼春宮大夫
- 延長3年（925年） 6月19日：止春宮大夫
- 延長5年（927年） 正月12日：兼左衛門督、中納言如元
- 延長8年（930年） 11月21日：正三位。12月17日：大納言
- 承平2年（932年） 8月30日：兼右近衛大将
- 承平3年（933年） 10月24日：兼按察使、右大将如元
- 承平6年（936年） 7月14日：薨去（大納言正三位兼行右近衛大将）

## 系譜
注記のないものは『尊卑分脈』による。
- 父：藤原時平
- 母：廉子女王 - 本康親王の娘
- 妻：三松俊行の娘[4]
- 養子女
  - 養子：藤原頼忠 - 藤原実頼の次男